# ميشال أوكلير
ميشال أوكلير (بالفرنسية: Michel Auclair)‏
```
هو 
ممثل
 
فرنسي
، ولد في 14 سبتمبر 1922 في 
ألمانيا
، وتوفي في 7 يناير 1988 في 
فرنسا
 بسبب 
نزف مخي
.
[
2
]
[
3
]
```

## أعمال

### أفلام
- (1957) وجه مضحك

## وصلات خارجية
- ميشال أوكلير على موقع IMDb (الإنجليزية)
- ميشال أوكلير على موقع روتن توميتوز (الإنجليزية)
- ميشال أوكلير على موقع ألو سيني (الفرنسية)
- ميشال أوكلير على موقع أول موفي (الإنجليزية)
- ميشال أوكلير على موقع قاعدة بيانات الأفلام السويدية (السويدية)
- ميشال أوكلير على موقع قاعدة بيانات الفيلم (الإنجليزية)
- ميشال أوكلير على موقع كينوبويسك (الروسية)